# Мінерал-Пойнт (Міссурі)
Мінерал-Пойнт (англ. Mineral Point) — селище (англ. village) в США, в окрузі Вашингтон штату Міссурі. Населення — 231 особа (2020).

## Географія
Мінерал-Пойнт розташований за координатами 37°56′44″ пн. ш. 90°43′29″ зх. д. / 37.94556° пн. ш. 90.72472° зх. д. (37.945571, -90.724637).  За даними Бюро перепису населення США в 2010 році селище мало площу 0,62 км², уся площа — суходіл.

## Демографія
Згідно з переписом 2010 року, у місті мешкала 351 особа в 124 домогосподарствах у складі 85 родин. Густота населення становила 566 осіб/км².  Було 131 помешкання (211/км²).
Расовий склад населення:
| - 92,0 % — білих - 4,6 % — чорних або афроамериканців - 0,3 % — корінних американців - 0,3 % — азіатів |

До двох чи більше рас належало 2,3 %. Частка іспаномовних становила 0,9 % від усіх жителів.
За віковим діапазоном населення розподілялося таким чином: 31,3 % — особи молодші 18 років, 59,3 % — особи у віці 18—64 років, 9,4 % — особи у віці 65 років та старші. Медіана віку мешканця становила 33,2 року. На 100 осіб жіночої статі у місті припадало 88,7 чоловіків;  на 100 жінок у віці від 18 років та старших — 89,8 чоловіків також старших 18 років.
Середній дохід на одне домашнє господарство  становив 36 267 доларів США (медіана — 28 750), а середній дохід на одну сім'ю — 42 953 долари (медіана — 35 278). За межею бідності перебувало 21,8 % осіб, у тому числі 6,5 % дітей у віці до 18 років та 38,7 % осіб у віці 65 років та старших.
Цивільне працевлаштоване населення становило 113 особи. Основні галузі зайнятості: освіта, охорона здоров'я та соціальна допомога — 37,2 %, транспорт — 22,1 %, виробництво — 18,6 %.